# ایمی یاسبک
اِیمی یاسبک (به انگلیسی: Amy Yasbeck) (زاده ۱۲ سپتامبر ۱۹۶۲) بازیگر آمریکایی است. از فیلم‌های او می‌توان به بازی در ماسک، کودک دردسرساز، دراکولا اشاره کرد.